# Marc Lamuà Estañol
Marc Lamuà Estañol, né le 19 mai 1980, est un homme politique espagnol membre du Parti des socialistes de Catalogne (PSC).
Il est élu député de la circonscription de Gérone lors des élections générales de décembre 2015.

## Biographie

### Vie privée
Il est marié et père de deux enfants.

### Études et profession
Marc Lamuà Estañol est titulaire d'une licence en histoire, d'une licence en histoire des arts et d'un master universitaire en professorat. Il est docteur en archéologie.

### Activités politiques
Il est secrétaire chargé de l'Organisation du PSC de Gérone.
Le 20 décembre 2015, il est élu député pour Gérone au Congrès des députés.